# Marineschule Mürwik
Die Marineschule Mürwik (MSM) in Flensburg-Mürwik ist die Offizierschule der Deutschen Marine. An ihr werden seit 1910 deutsche Marineoffiziere ausgebildet.
Die Offiziere der Marine erhalten an der MSM ihre allgemeine militärische Ausbildung. Fach- und weiterführende Ausbildung finden an streitkräftegemeinsamen Ausbildungsstätten der Bundeswehr und an Fachschulen der Marine statt. Die Ausbildungsbedingungen und Ausbildungsbewertung lässt die Marineschule durch das Sozialwissenschaftliche Institut der Bundeswehr fortlaufend evaluieren.

## Bau

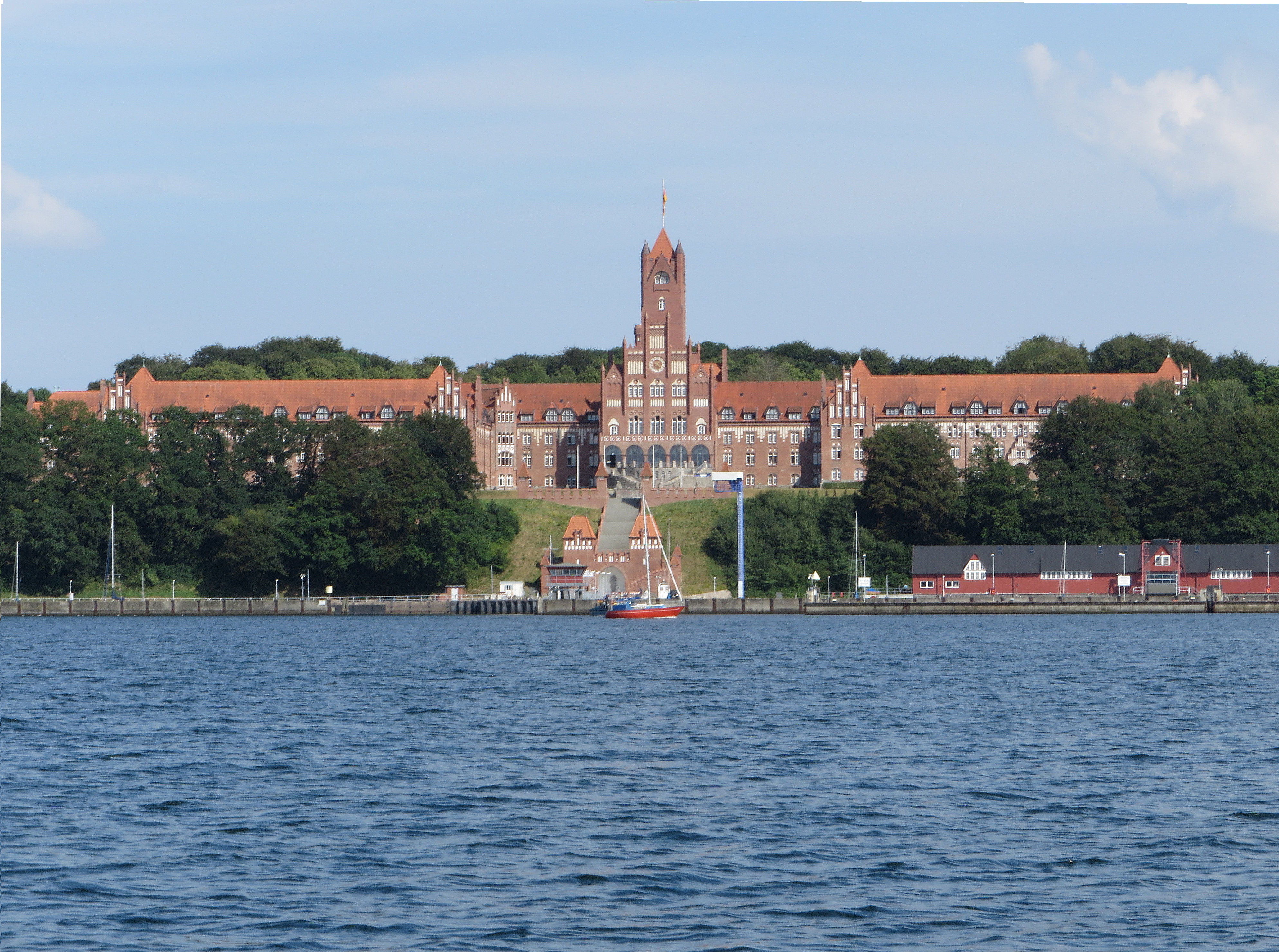
Marineschule von der Förde aus gesehen (2014)

Architekt war Baurat Adalbert Kelm von der Marinebauverwaltung in Kiel. Bauliches Vorbild soll auf Wunsch von Kaiser Wilhelm II. war die Ordensburg Marienburg gewesen sein. Der Gebäudekomplex mit roten Backsteinfassaden liegt beherrschend an der Flensburger Förde und wird deshalb auch als Rote Burg an der Förde wie auch als Rotes Schloss am Meer bezeichnet. Auf der Südseite liegt in einer Schlucht zudem der Bach Osbek. In der Umgebung wurden weitere Gebäude für die MSM errichtet, darunter der Marine-Wasserturm und das Marinelazarett Flensburg-Mürwik.
Mit dem Bau der Schule sollte auch eine zugehörige Garnisonkirche errichtet werden. Die Pläne sahen zunächst an der Wasserseite, nördlich der Schule eine große viertürmige Schlosskirche vor, die von der später ebenfalls nicht weiter ausgebauten Burgmauer mit umschlossen sein sollte. Die Pläne wurden jedoch nicht realisiert. Die Aula sollte deshalb als Andachts- und Kirchenraum mitbenutzt werden. In der Weimarer Republik fehlte das benötigte Geld. In der NS-Zeit zeigte der nationalsozialistische Staat kein Interesse. Seit den 1930er Jahren besaß der Stadtteil Mürwik aber eine kleine Kapelle. In den 1950er Jahren beteiligte sich die Bundeswehr am Bau der Christuskirche, die seitdem mit als Garnisonkirche des Stützpunktes dient. Um 2000 wurde zudem im Hauptgebäude der Schule eine kleine ökumenische Kapelle eingerichtet. Sie befindet sich neben der Aula der Schule, welche weiterhin zeitweise mitbenutzt wird.

## Geschichte

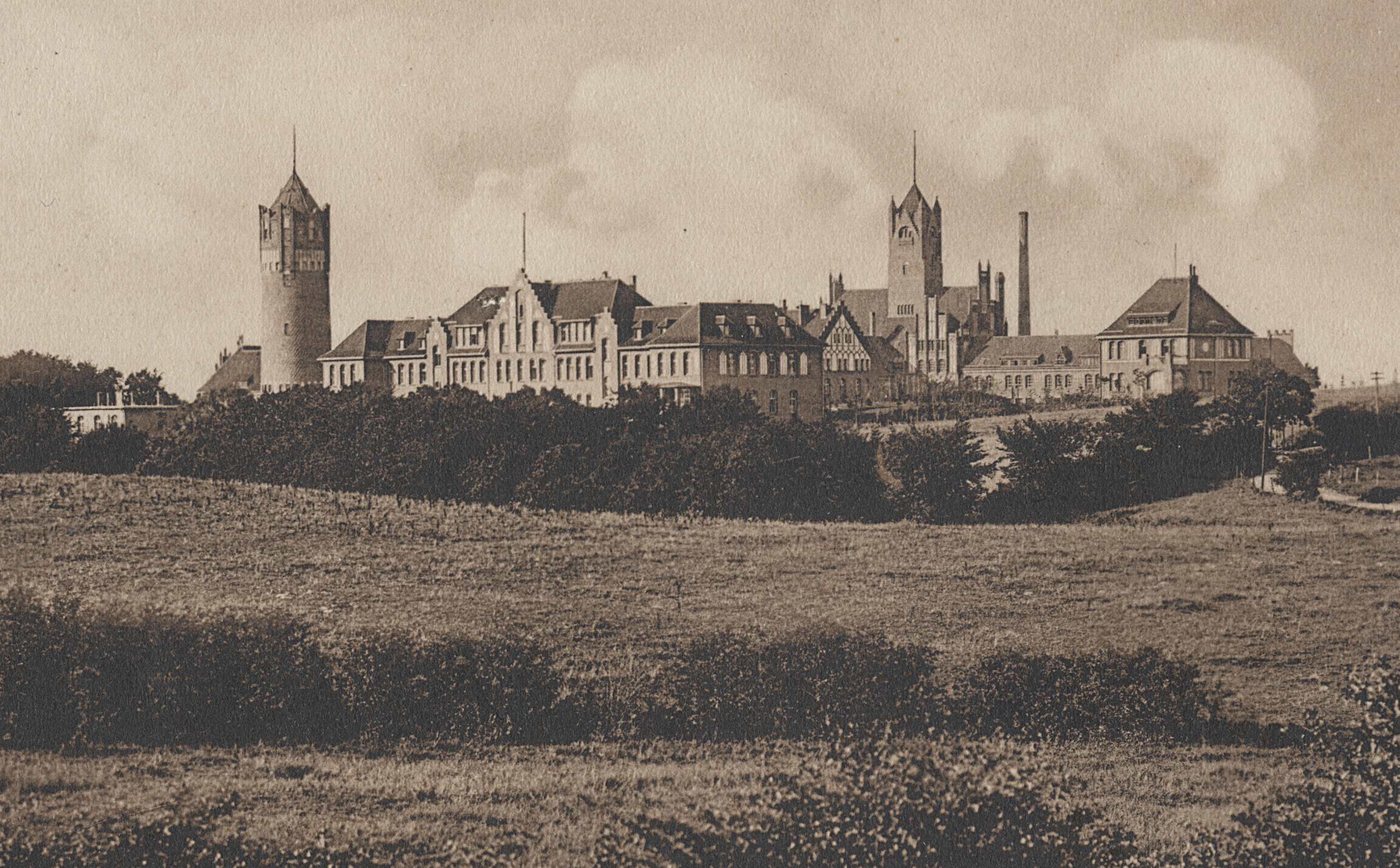
Landseite der „Burg“ in Mürwik (1910). Links der Marine-Wasserturm

Mit dem Ersten Flottengesetz von 1898 begann die Aufrüstung der Flotte. Statt 70 bis 80 mussten 200 Seekadetten pro Jahrgang ausgebildet werden. Deshalb schlug der damalige Staatssekretär des Reichsmarineamts Admiral Alfred von Tirpitz den Neubau in Mürwik vor. Sie sollte als Ersatz für die 1888 fertiggestellte Marineakademie und -schule Kiel errichtet werden. Vizeadmiral Volkmar von Arnim sah in Kiel auch politische (sozialdemokratische) Gefährdungen des Marinenachwuchses. Wie ihre Vorgängerin sollte die MSM der Kaiserlichen Marine zur Ausbildung von Seeoffizieren dienen. Am 22. Juni 1903 genehmigte Kaiser Wilhelm II. die Verlegung. Der Magistrat der Stadt Flensburg bot am 9. Mai 1905 ein 15 ha großes Gelände im fast unbesiedelten Mürwik kostenlos unter der Bedingung an, dass die Marineschule bis zum 1. April 1909 dorthin verlegt werden würde. Die Marine stimmte zu und kaufte 2 ha hinzu. Die Marineschule Mürwik wurde schließlich ab 1907 als Ersatz für die Marineakademie und -schule Kiel gebaut. Nur drei Jahre später, am 3. Oktober 1910 konnte der Ausbildungsbetrieb der neu errichteten Schule beginnen. Kurz darauf, am 21. November 1910, reiste der Kaiser in Begleitung von Admiral von Tirpitz mit dem Depeschenboot Sleipner an und weihte offiziell den Neubau ein.
Mit dem Beginn des Ersten Weltkrieges wurde der Lehrbetrieb an der Marineschule eingestellt. Die Seekadetten und Fähnriche wurden auf die Hochseeflotte verteilt. Einige der leer stehenden Räumlichkeiten wurden anschließend von der Funkschule genutzt. Als Offizierschule diente die MSM nach dem Ersten Weltkrieg auch der Reichsmarine und der Kriegsmarine.
1920 mussten die deutschen Soldaten die Stadt verlassen; denn sie sollten an der bevorstehenden Volksabstimmung zur Zugehörigkeit zu Deutschland oder Dänemark nicht teilnehmen. Britische Soldaten zogen in die Marineschule. Das besagte Regiment der Sherwood Foresters sollte den Ablauf der Volksabstimmung in Schleswig überwachen. Schon im Juni 1920 bezog die Reichsmarine die Marineschule wieder.
Während des Zweiten Weltkrieges blieb die Marineschule bei den Luftangriffen auf Flensburg unbeschädigt. Zum Ende des Krieges gehörten große Teile des Hauptgebäudes zum Marinelazarett Flensburg-Mürwik. Nach dem 3. Mai 1945 war die Schule kurzzeitig Teil des Sonderbereichs Mürwik. Die angrenzende Marinesportschule diente am Ende des Weltkrieges und des Dritten Reichs der geschäftsführenden Reichsregierung unter Großadmiral Karl Dönitz als Regierungssitz. Am 14. Mai 1945 kam es zu einem Zwischenfall, bei dem der Kommandeur der Schule Kapitän zur See Wolfgang Lüth von einem Wachsoldaten erschossen wurde. Am 18. Mai 1945 wurde die Schule von alliierten Soldaten nach SS-Angehörigen durchsucht. Am 23. Mai 1945 besetzten die Alliierten den Sonderbereich Mürwik und verhafteten die Regierung Dönitz. Die Marineschule wurde von den britischen Besatzungstruppen anschließend demilitarisiert und zum Teil leergeräumt. So kamen Modellschiffe, Gemälde und die kaiserlichen Flaggen, die sich beim Haupteingang der Marineschule befanden, ins National Maritime Museum in Greenwich, London. Weitere Gegenstände gelangten offenbar in den Fundus des Regimentsmuseums der King’s Shropshire Light Infantry nahe London.
Nach dem Weltkrieg wurde die Schule zunächst als Teil des Marinelazarettes, dann als Pädagogische Hochschule (PH) und als Zollschule genutzt. Die erwähnte PH zog später zum Volkspark um. In den 1990er Jahren entwickelte sich die PH zur Flensburger Universität. Sie liegt heute beim Sandberg. Von 1950 bis 1956 befand sich in einem großen Teil der Marineschule die besagte Zollschule Flensburg, die im Jahr 1938 in Flensburg eingerichtet worden war. 1956 benötigte die Marine das Gebäude wieder und die Zollschule verließ Flensburg. Die Innerdeutsche Grenze hatte an Bedeutung gewonnen und der Kalte Krieg hatte begonnen.
Zum 2. Mai 1956 wurde die Marine-Akademie in Kiel-Holtenau aufgestellt. Bereits am 2. Juli 1956 wurde sie im Zuge der Verlegung nach Flensburg-Mürwik in Marineschule Mürwik umbenannt und von der neu gegründeten Bundesmarine (seit 1990 „Deutsche Marine“) übernommen. Zunächst teilten sich die Marinesoldaten und PH-Studenten die Gebäude, was schließlich zu mehreren Eheschließungen zwischen Lehrerinnen und Offizieren führte. Im Herbst 1959 endete die zivile Nutzung endgültig und die Marineschule wurde alleiniger Hausherr.
Anfang der 1980er Jahre begannen umfassende Restaurierungsarbeiten an den Gebäuden, die fast 30 Jahre dauern sollten. 1989 absolvierten erstmals fünf Frauen die Offizierslaufbahn an der Marineschule. Im September 1990 begannen die ersten Offiziere ihre Ausbildung, die aus der Nationalen Volksarmee stammten. Nach der Wiedervereinigung am 3. Oktober bildete die Schule erstmals Offiziersanwärter aus ganz Deutschland aus, die der nunmehr gemeinsamen Deutschen Marine dienen sollten.
2010 wurde das 100-jährige Bestehen der Marineschule gefeiert. Bundespräsident Christian Wulff besuchte am 13. August 2010, dem Tag der Vereidigung der Offiziersanwärter, die Schule. Die Deutsche Post gab zum Anlass eine „Ganzdrucksache“ heraus. Es handelte sich um einen Briefumschlag, auf dem die Marineschule abgebildet war, mit einer Briefmarke der Gorch Fock aus dem Jahr 2008.

## Gliederung

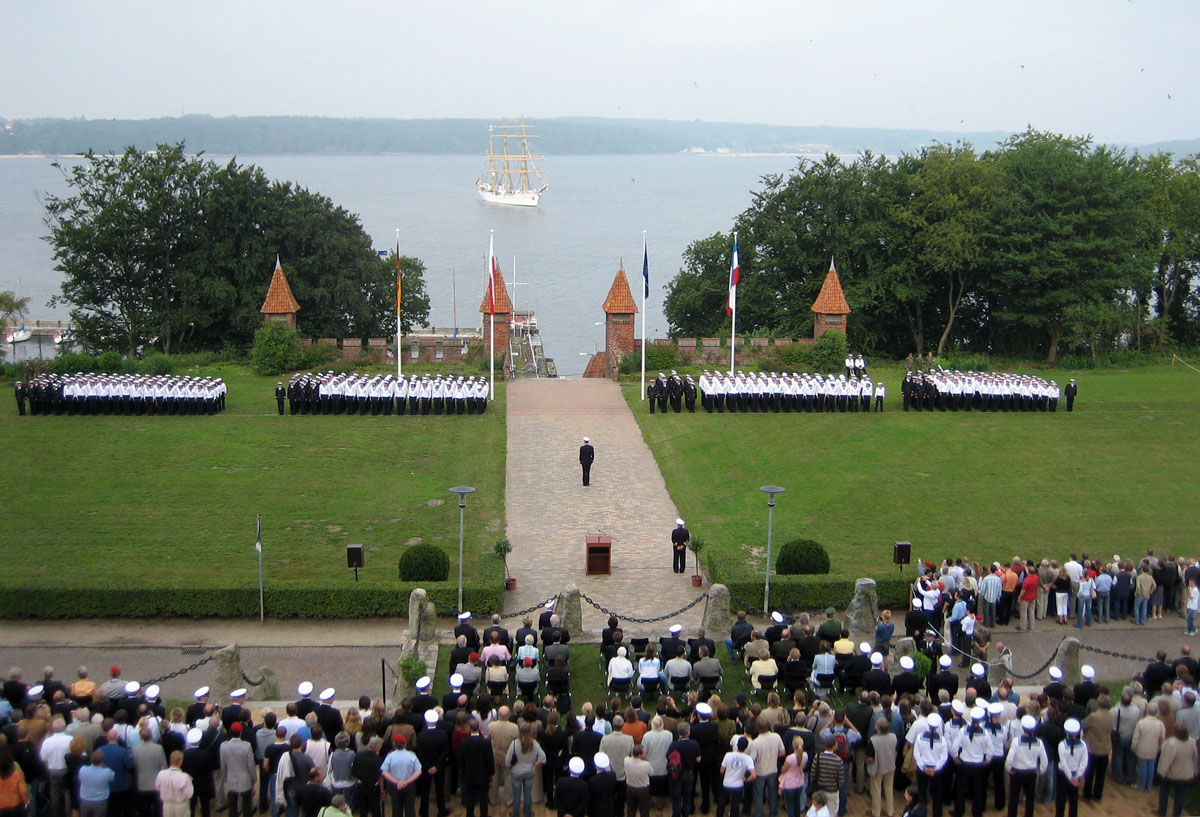
Vereidigung auf der Admiralswiese (2006)

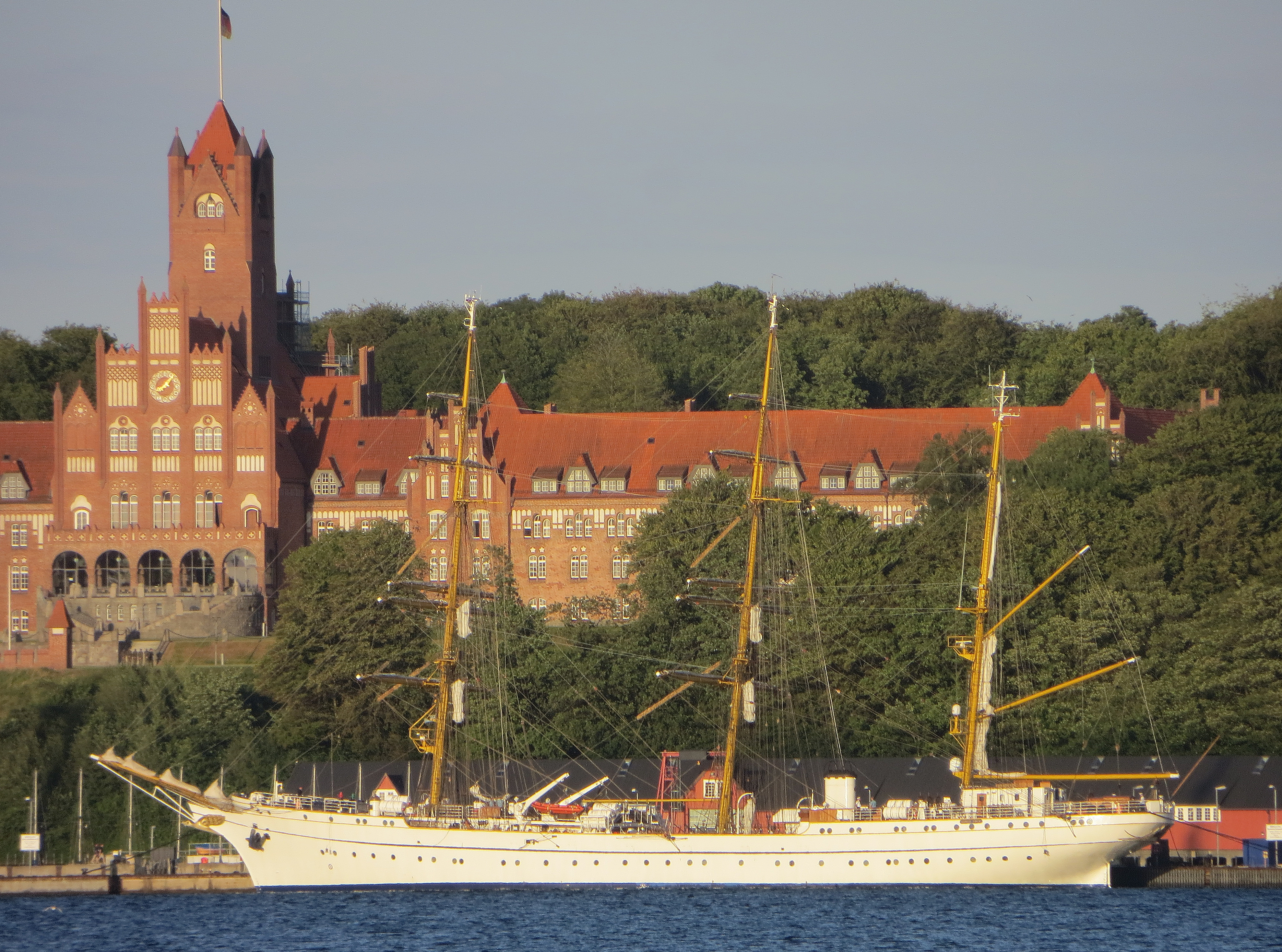
Die Gorch Fock am Liegeplatz vor der Marineschule (2013)

Die Marineschule wird von einem Flottillenadmiral als Kommandeur geführt. Sie unterstand vom 1. Oktober 2012 bis zum 31. März 2020 dem Abteilungsleiter Personal, Ausbildung, Organisation im Marinekommando in Rostock. Seit 1. April 2020 ist sie dem Kommandeur Unterstützung im Marinekommando unterstellt.
Die Marineschule Mürwik gliedert sich in verschiedene Lehrgruppen und spezielle Organisationselemente. Dem Kommandeur der Schule untersteht außerdem das Segelschulschiff Gorch Fock.
Die Lehrgruppe Ausbildung mit dem Lehrpersonal, das hier an der Schule als Truppenfachlehrer oder auch zivile Lehrkraft tätig ist, erarbeitet die Grundsätze der Offizierausbildung der Marine und stellt den Mittler zwischen den Vorschriften der Ausbildung und den Lehrenden dar. Zu ihr gehören die zwei Fachbereiche „Vorgesetztenausbildung“ und „Nautik“ sowie die drei Fachlehrergruppen für „Recht“, „Sprachausbildung“ und „Sport“.
Die Lehrgruppe A mit ihren drei Inspektionen ist sowohl für die Ausbildung von Offiziersanwärtern als auch für die fachliche Aus- und Weiterbildung von Offizieren zuständig. Sie bildet die Offiziere sowohl nach den Grundsätzen der Inneren Führung als auch im Bereich der Nautik aus.
Als dritte Lehrgruppe ist der Schule das Segelschulschiff Gorch Fock unterstellt.

## Hauptgebäude
Das ankerförmige Hauptgebäude, die eigentliche Marineschule, hat zur Wasserseite eine Länge von über 200 Meter. Es birgt neben Unterrichtsräumen, Büros und Unterkunftsräumen für die Offiziersanwärter weitere Räumlichkeiten:

### Säulengang
Der zweischiffige, flachgedeckte Säulengang mit Spitzbogenarkaden befindet sich im ersten Obergeschoss des Ostflügels und wurde ursprünglich als „Modellsaal“ genutzt. Seit vielen Jahrzehnten werden dort nicht nur Schiffsmodelle, sondern auch andere wechselnde Ausstellungen präsentiert. Am Ende des Säulenganges hängt heute das Bildnis von Wilhelm II. in Großadmiralsuniform.

### Remter
Der Remter dient als Speisesaal und liegt am oberen Ende der zentralen Freitreppe zur Wasserseite des Hauptgebäudes. Auf den Remterwänden befinden sich Fresken mittelalterlicher Hansestädte, die von 1944 bis 1955 durch den Maler Otto Thämer erschaffen wurden. Die Fresken ersetzten die Ausmalungen des Remters aus dem Jahr 1923, welche Seekriegsszenen des Ersten Weltkrieges zeigten. Im Südflügel ist zudem der „Junior Navy Pub“.
Der Remter erhielt des Weiteren Glasfenster mit den Wappen der fünf wichtigsten Marinehäfen: Danzig, Flensburg, Kiel, Sonderborg und Wilhelmshaven. Die im Zweiten Weltkrieg zerstörten Fenster von Flensburg, Wilhelmshaven und Kiel wurden im Jahr 2010 durch eine Spende der Marine-Offizier-Vereinigung anlässlich ihres hundertjährigen Bestehens ersetzt.

### Aula

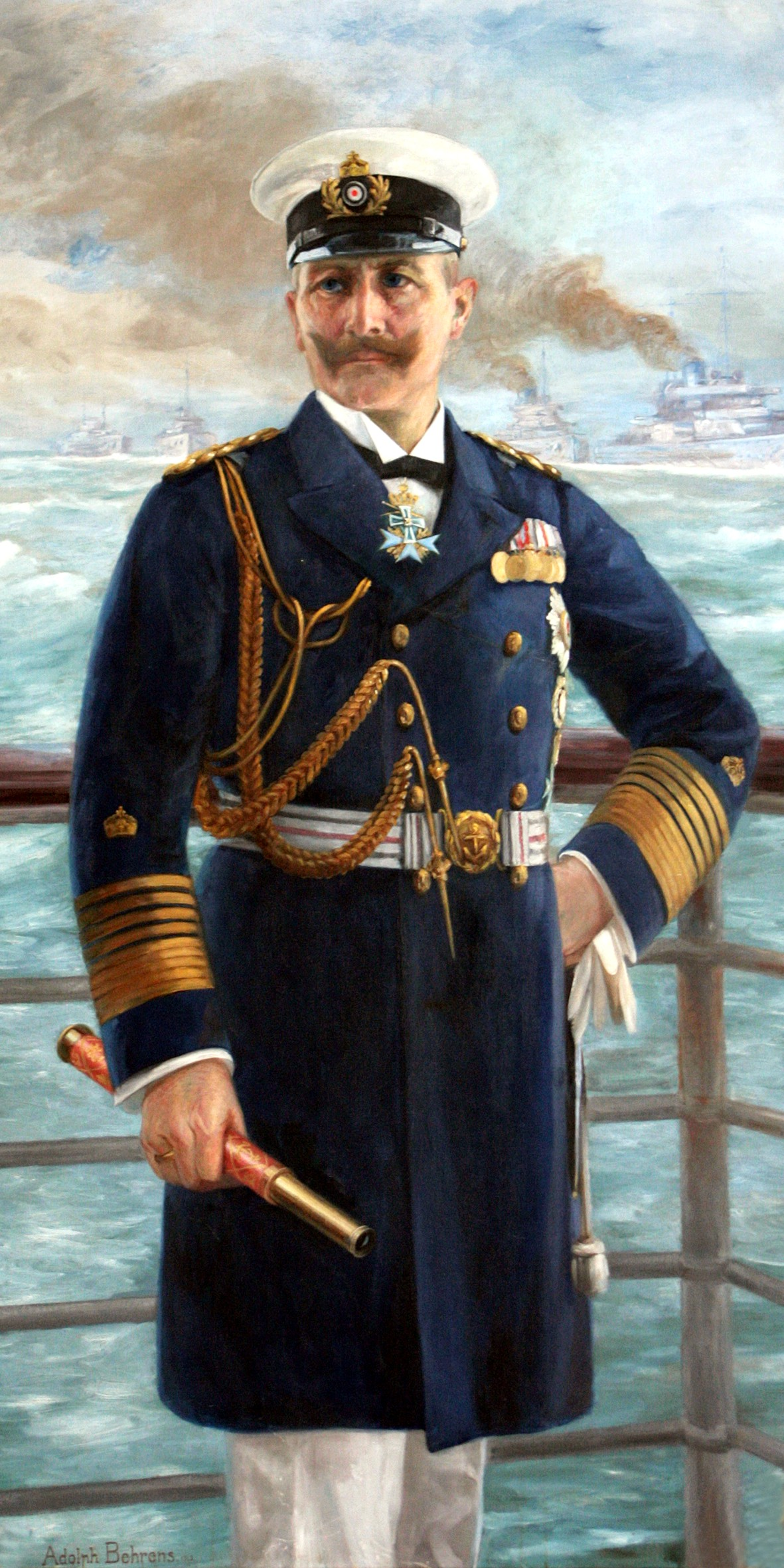
Bildnis von Wilhelm II. im Säulengang

Die Aula wurde von Adalbert Kelm zeitgleich mit dem Bau der Schule geplant und ausgeführt. Die Decke der Aula beherbergt die 26 Wappen der Bundesstaaten des ehemaligen Kaiserreichs. Gemäß der damaligen Verfassung waren die Landstreitkräfte Ländersache, während die „kaiserliche“ Marine allein vom Reich getragen wurde. Kelm wollte in diesem Kontext mit der Deckengestaltung auf die Einheit des Reiches verweisen. Der Reichsadler im Zentrum der Decke blickt ungewöhnlicherweise, vom Betrachter aus gesehen, nach rechts, damit aber auch zur Wasserseite mit der Flensburger Förde. Die Aula der Marineschule Mürwik wird zurzeit in Teilen neu gestaltet. Sie soll zukünftig auch die jüngste Geschichte der Deutschen Marine widerspiegeln. In der Aula stehen Büsten von Karl Rudolf Bromme, Albrecht von Stosch, Rolf Johannesson, Dieter Wellershoff, Adalbert von Preußen und Alfred Kranzfelder.

### Bibliothek
Die Bibliothek wurde im Jahre 1910 eingerichtet und befand sich zunächst im Dachgeschoss des Hauptgebäude-Mittelteils. Ihre Lage war von Admiral Alfred von Tirpitz festgelegt worden wechselte mehrfach ihren Standort. Heute befindet sie sich im Unterrichtsflügel „Süd“. Die Bibliothek besitzt über 60.000 Medien mit einem fachspezifischen Schwerpunkt zur Schule und Marine. Das älteste Buch stammt aus dem Jahr 1573 und behandelt Sternennavigation. 
Die Bibliothek hat in der Woche durchgehend von 7 bis 12 Uhr geöffnet. Montag und Mittwoch hat sie zudem bis 16:30 Uhr sowie Dienstag und Donnerstag bis 19 Uhr geöffnet. Seit 2009 ist die Bibliothek am Dienstag und Donnerstag jeweils von 14 bis 19 Uhr auch für die Öffentlichkeit zugänglich.

### Planetarium
Für die Ausbildung von Offizieranwärtern, Wachoffizieren und nautischen Personals in Astronavigation verfügt der Fachbereich Nautik der Marineschule Mürwik seit dem 14. Januar 1986 über ein für die astronomische Navigation geeignetes Kleinplanetarium Zeiss (ZKP 2 Skymaster) zur audiovisuellen Bespielung der mit 26 konzentrisch angeordneten Sitzplätzen ausgestatteten Kuppel mit sechs Metern Durchmesser, als Nachfolgemodell eines bereits während des Zweiten Weltkriegs installierten Gerätes. Dieses einzige militärische Planetarium Deutschlands befindet sich im Ostflügel des Hauptgebäudes. Die Kuppel stammt aus der Zeit des Zweiten Weltkrieges. Das nächste öffentliche Planetarium ist das Menke-Planetarium in Glücksburg. Das Planetarium der Marineschule nutzt im Gegensatz zu diesem einen konventionellen Projektor, bei dem die Sterne intensiver leuchten.

### Turm
Der dominierende Turm der Schule wurde 1998 auf Grund von Bauschäden abgetragen und bis 2000 originalgetreu wieder aufgebaut. Im Turm befindet sich auch die Turmuhr, deren Uhrwerk im Inneren einsehbar ist. Ganz oben im Turm befindet sich ein Turmzimmer, von dem durch Fenster auf jeder Seite, das Schulareal sowie die Förde betrachtet werden kann. Auf dem Turm weht die Bundesdienstflagge.

## Außenanlagen

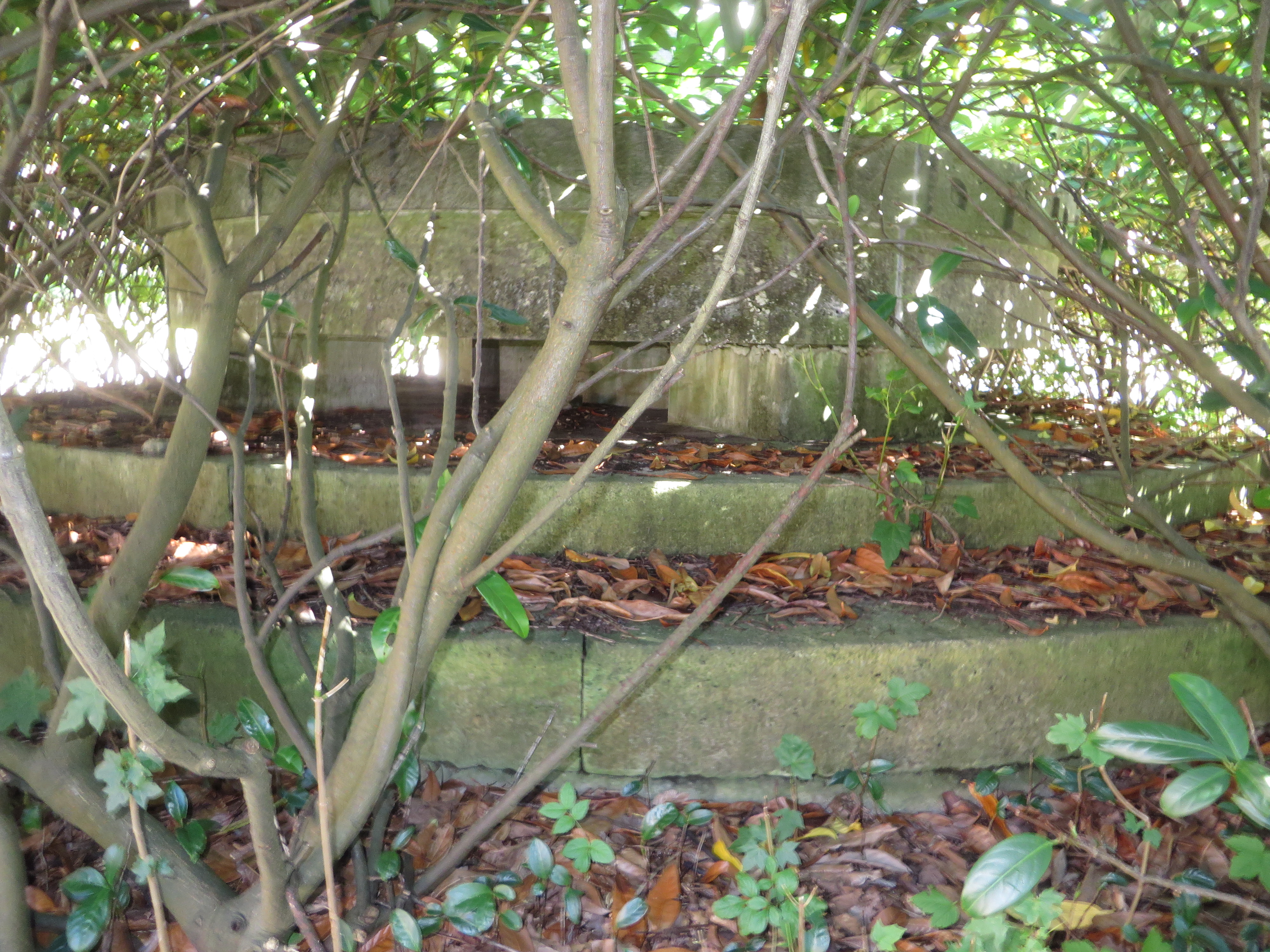
Brunnen bei Grünrondell nah Torwache

Von der ursprünglichen gärtnerischen Gestaltung der Außenanlage ist nur noch ein Teil der Lindenallee auf der Rückseite des Hauptgebäudes erhalten geblieben, welche gesondert als Kulturdenkmal eingetragen wurde. Große Teile der denkmalgeschützten Außenanlagen sind von großzügigen Rasenflächen geprägt.
Das Grünrondell vor dem Südflügel verbirgt einen überwucherten Brunnen aus den 1930er Jahren, der ebenfalls gesondert als Kulturdenkmal verzeichnet wurde. Der nationalistische Wortlaut am Brunnenrand blieb erhalten, der Reichsadler, der auf dem Brunnen saß, nicht. Hier und da stehen in der Gartenanlage Gedenksteine, Statuen, Anker und weitere maritime Objekte. Zur Wasserseite befindet sich die sogenannte Admiralswiese.

## Nebengebäude
Die Torwache der Marineschule Mürwik dient als Hauptzugang zur Marineschule.

### Wehrgeschichtliches Ausbildungszentrum (WGAZ)

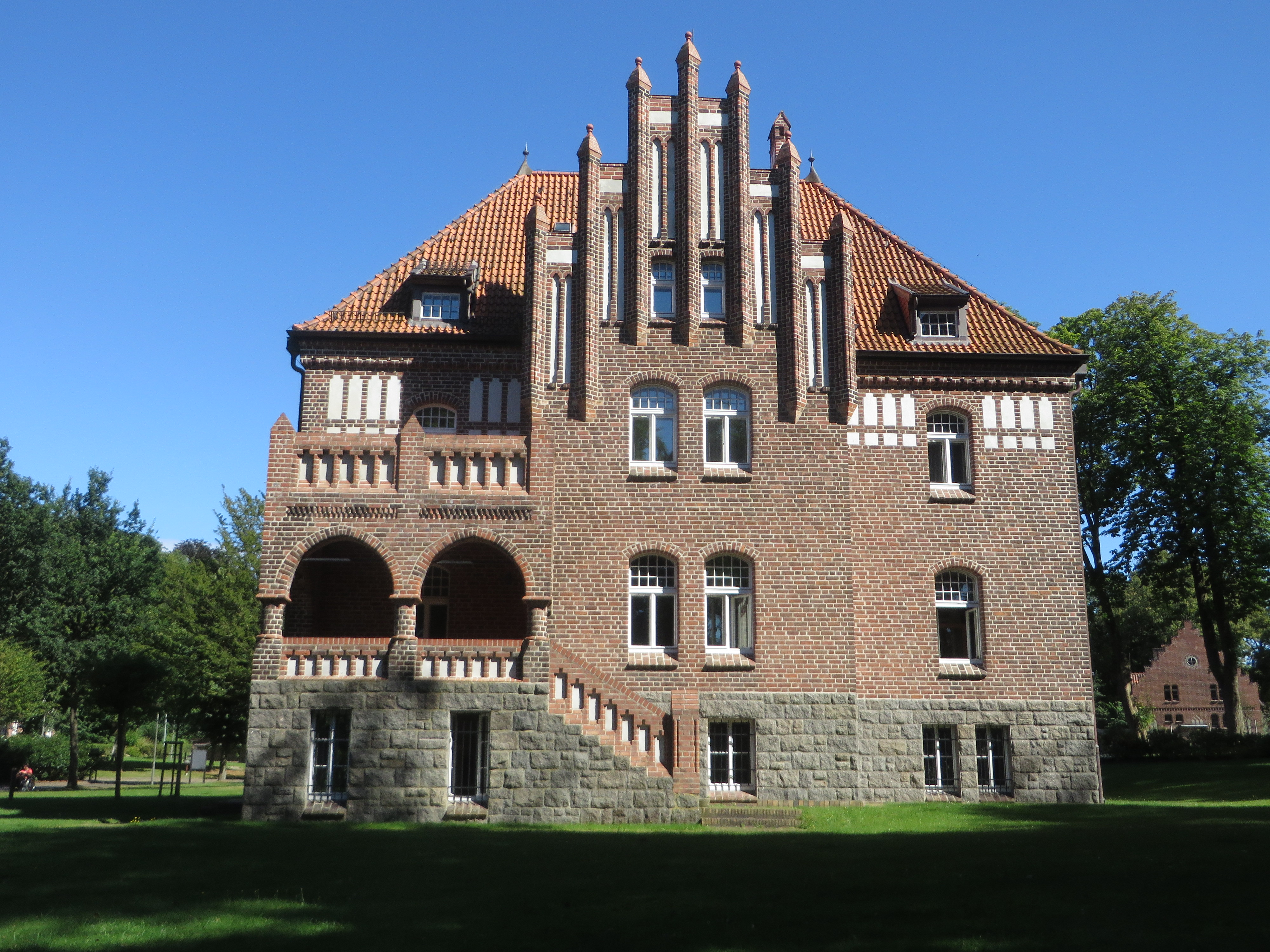
Kommandeursvilla (2015)

Die Kommandeursvilla wurde mit dem Schulgebäude gebaut und diente dem jeweiligen Kommandeur und seiner Familie als Wohnhaus. Später stand sie lange Zeit leer und verfiel. Ab 1989 wurde sie vom damaligen Landesbauamt Schleswig-Holstein erneuert. Seit 1991 beherbergt die Villa das Wehrgeschichtliche Ausbildungszentrum der Marineschule Mürwik. Das Wehrgeschichtliche Ausbildungszentrum dient in erster Linie der Ausbildung der Offizieranwärter und der Marineoffiziere. Auf vier Stockwerken erschließt das WGAZ die Deutsche Marinegeschichte, mit über 10.000 Objekten, bestehend aus Schiffsmodellen, Schiffswappen, Urkunden, Gemälden, Zeichnungen, Fotografien, Flaggen, Uniformen und weiteren maritimen Gegenständen. Das WGAZ führt auch die sogenannte Bolzenakte.

### Gorch-Fock-Haus
Das Gorch-Fock-Haus wurde mit dem Hauptgebäude der Marineschule gebaut. Heute beherbergt es das Evangelische Militärpfarramt und das Dezernat S 12 des Bundessprachenamts als Sprachendienst der Marineschule.

## Liegenschaften

### Bootshafen
Der Bootshafen der Marineschule Mürwik wurde zeitgleich mit dem Bau der Marineschule erstellt und befindet sich unterhalb der Freitreppe. Er ist Liegeplatz für Motor- und Segelboote, die für die seemännische Ausbildung benötigt werden.

### Trampedach-Lager
Beim früheren Trampedachlager handelt es sich um 1937 gebaute Unterkunftsbaracken für Offizieranwärter der Kriegsmarine. Am 22. Februar 1940 wurde das Lager nach Fregattenkapitän Claus Trampedach benannt, der in der Nordsee gefallen war. Nach 1945 als Flüchtlingsunterkunft genutzt, wurde das Lager 1956 von der Bundesmarine als Unterkunft übernommen. Fünf der ehemalig sieben Baracken wurden abgerissen (Baracke 3–7). Baracke 1 wurde wieder der militärischen Nutzung zugeführt. Baracke 2 soll zu einem Ausstellungsgebäude umfunktioniert werden, in dem die Geschichte des „Trampedachlagers“ durch Exponate, Fotos und Info-Tafeln dargestellt wird.

### Marine-Sportschule

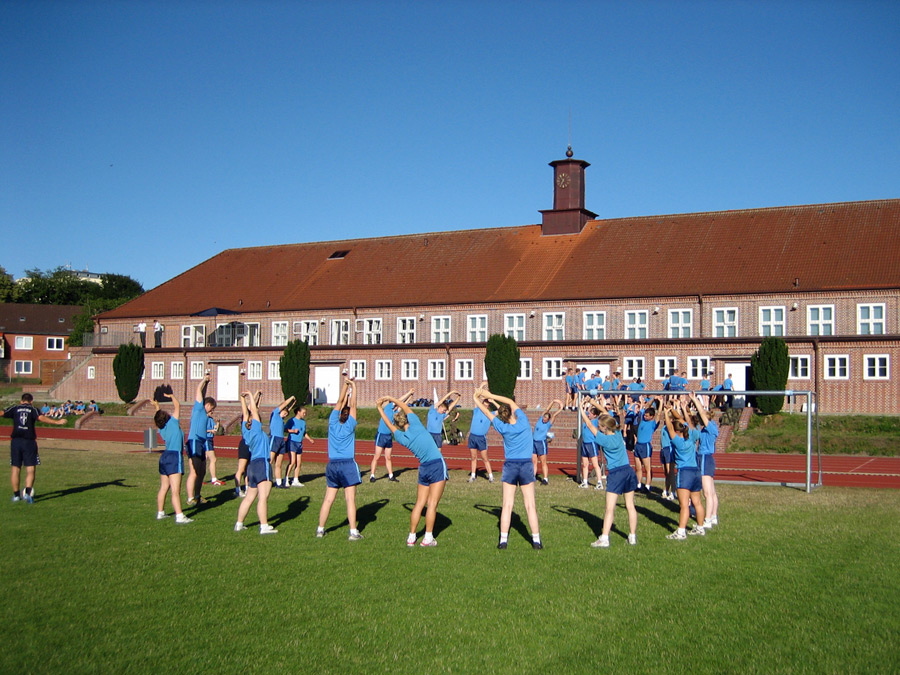
Sporthalle der Sportschule

Die Sportschule wurde 1936 bis 1937 gebaut und als Marinedienststelle genutzt. Dort war 1945 der eigentliche Amtssitz der Regierung Dönitz. Der Gebäudekomplex steht heute zum großen Teil unter Denkmalschutz und wird weiterhin als Sportstätte genutzt. Im nördlichen Gebäude der Sportschule wurde der Simulator für die nautische Ausbildung (AANS) eingebaut.

### Marine-Reitschule
Zunächst diente ein Wachhaus des Schiffsjungenschulschiffs König Wilhelm als Pferdestall, für die Reitausbildung der Offizieranwärter. Reiten galt damals wie Segeln und Fechten als „Offizierssportart“. 1937 entstand nördlich der Sportschule bei Twedter Mark ein großer Reitstall mit zugehörigem Reitgelände(Lage). Nach 1945 wurde der besagte Reitstall zivil genutzt. Seit dem 3. März 1960 nutzte die neu eingerichtete „Nordmark Fahr- und Reitschule“ die Anlage. 1985 wurde die Reitanlage schließlich abgerissen. Die dortige Straße Am Sattelplatz, die ihren Namen im Jahre 1973 erhielt, erinnert noch heute an den Reitstall mit der Reitbahn. In dem angrenzenden Gebiet stehen heute Wohnhäuser. Die Liegenschaft der Marine-Reitschule existiert heutzutage also nicht mehr.

### Schwimmbad
Ungefähr unterhalb des Trampedachlagers am Fördeufer in Richtung Twedter Mark befand sich früher das Mürwiker Freibad (auch: Mürwiker Badeanstalt und Schwimmanstalt), das zur Schwimmausbildung der Soldaten diente. Wann genau es eingerichtet wurde, ist unklar. Im Jahr 1912 existierte das Schwimmbad schon. In der Zeit nach dem Krieg wurde das Schwimmbad von der Flensburger Bevölkerung stark genutzt. Das erwähnte Freibad wurde irgendwann nach 1965 wegen Baufälligkeit von der Marine abgerissen. Zuvor, im Jahr 1963, war das städtische Hallenbad im Bahnhofsviertel in der Südstadt eröffnet worden.
Nach Abriss des Freibades baute die Bundeswehr nahe der Torwache der Marineschule Mürwik ein neues Schwimmbad, die Mürwiker Bundeswehrschwimmhalle, die heute noch besteht. Nach Initiative des Kreisschwimmverbandes beim damaligen Verteidigungsminister Georg Leber konnten dort ab September 1975 auch Zivilisten trainieren. Für die Schwimmsportler der DLRG und von Vereinen aus dem Stadt- und Landkreisgebiet, darunter des Flensburger Schwimmklubs, bot sich die Möglichkeit, in den frühen Abendstunden dort zunächst sechs, dann acht Stunden zu trainieren. Ab Herbst 1996 erhöhten die Vereine ihre Trainingseinheiten in der Halle.

### Stabszug
Das Gebäude für den Stabszug liegt gegenüber der Marinesportschule auf der anderen Seite der Fördestraße. Die Werkstattgebäude wurden als Lehrwerkstatt für die praktische Ausbildung der Technischen Offiziere 1939/40 erbaut. Neben besagtem Gebäude an der Fördestraße befand sich damals noch das Heinz-Krey-Lager. Nach 1945 wurde es zunächst zivil genutzt. In der Zeit des Kalten Krieges befand sich im Gebäude des Stabszugs die Bundeswehr-Fachschule.

### Werkstattgebäude für Waffenausbildung
1938 wurde nördlich vom Trampedachlager bei Twedter Mark die Lehrwerkstatt für die Ausbildung der Waffenoffiziere erstellt. Nach 1945 wurde sie zivil genutzt und 1960 von der Bundesmarine übernommen. Die Liegenschaft diente zuletzt bis 2013 dem früheren Fernmeldebereich 91 als Sitz (vgl. Marinefernmeldestab 70). Die Gebäude werden heute vom benachbarten Kraftfahrt-Bundesamt genutzt.

### Übungsmast

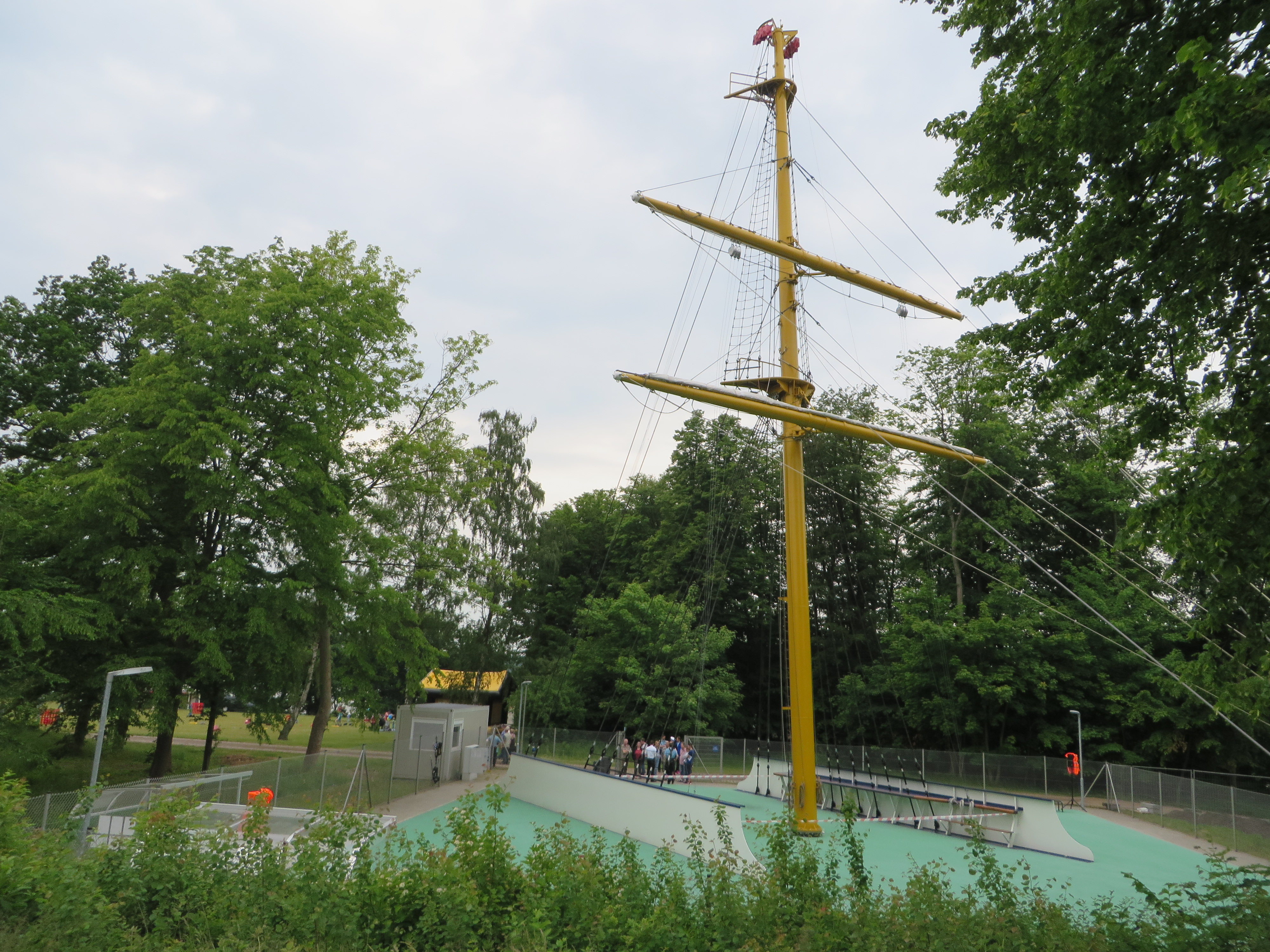
Der Gorch-Fock-Übungsmast am Tag der Bundeswehr 2015

Wegen eines tödlichen Unfalls beim Besteigen eines Mastes des Segelschulschiffes Gorch Fock, bei dem eine 25-jährige Kadettin im November 2010 verstarb, wurde im Juni 2012  ein Übungsmast aufgestellt. Der Übungsmast befindet sich nordöstlich der Schule. Damit kann das Besteigen der Takelage des Schiffes im Voraus an Land geübt werden. Der Übungsmast wurde für 1,2 Mio. Euro von der Rostocker Werft Tamsen Maritim produziert. Proportional verkleinert wurde ein Mast der Gorch Fock nachempfunden. Die Höhe des Übungsmastes beträgt 28 Meter und das Gesamtgewicht 9 Tonnen. Höhenangst der Kadetten, die sonst nur durch ärztliche Untersuchungen erkannt werden kann, kann so festgestellt werden.

### Ausbildungsausstattung Nautische Schiffsführung (AANS)
Die Ausbildungsausstattung Nautische Schiffsführung (AANS) ist der Schiffsführungssimulator im Fachbereich Nautik der Lehrgruppe Ausbildung der Marineschule Mürwik.
Sie dient der Aus- und Fortbildung der theoretischen und praktischen nautischen Ausbildung der angehenden Marineoffiziere (Brückenwachoffiziere) und von Brückenbesatzungen der Flotte.
Die Brückenbesatzungen des Bundespolizeiamts See nutzten freie Übungszeiten der AANS bis zur Indienststellung (2022) ihrer eigenen Anlage (MaST) in Neustadt (Holstein).
Die erste Anlage wurde im November 1986 in einem Teil der Marinesportschule durch Krupp Atlas Elektronik (später STN ATLAS Elektronik bzw. Rheinmetall Defence Electronics) errichtet und gewartet. Sie bestand aus einem hydraulisch beweglichen Schiffsbrückensimulator mit einer 250° Leinwand im Untergeschoss und 6 Kabinen (zunächst) ohne Sichtsystem im Obergeschoss. Durch kontinuierliche Änderungen wurde das System stets verbessert. 2006 folgte dann eine große Regeneration verbunden mit einem Systemwechsel auf TRANSAS NTPRO 4000. Die Konfiguration des Gebäudes wurde beibehalten, lediglich wurde das System ausgetauscht und einige Komponenten ergänzt, unter anderem wurde in die Kabinen ein Sichtsystem aus 3 kleinen Monitoren eingebaut.
Dieses System wurde bis Mitte 2016 genutzt.
Danach erfolgte eine erneute Regeneration und ein erneuter Systemwechsel.
Das Gebäude wurde nahezu entkernt und auf die neuen Bedürfnisse umgebaut: im Untergeschoss zwei Brücken mit je einer Leinwand und im Obergeschoss vier Brücken mit je insgesamt sieben 55-Zoll-Monitoren als Sichtsystem.
Das serverbasierte System ANS6000 von Rheinmetall Electronics (RME) ist nun Grundlage der Simulation. Alle Brücken können separat oder zusammen genutzt werden.
Als Übungsgebiete stehen verschiedene Gebiete zur Verfügung: Deutsche Bucht mit den Flüssen Elbe, Weser, Jade und Ems; westliche Ostsee mit Flensburger Förde, Kieler Förde, Trave, Warnow, Strelasund, Achterwasser; Zeebrugge und Plymouth.
In der Simulation können verschiedene Funktionen genutzt werden: „Fremdschiffe“ steuern, Wetter ändern, technische Ausfälle oder Fehler auf den Brücken einspielen.
Nach Abschluss der Übung wird diese dann analysiert und mit den Übungsteilnehmern besprochen. Dies wird hauptsächlich im Auditorium durch ein Replay durchgeführt, kann aber auch in der Brücke erfolgen.
Die AANS wird durch ein 14-köpfiges Team betreut: 1 Leiter (Stabsoffizier), 6 Instruktoren (Navigationsoffizier), 3 Bediener (Navigationsmeister), 1 elektrotechnischer Offizier, 2 technischen Beamten und ein Obermaat (Navigation).

## Schulschiffe
Schulschiffe wurden schon vor dem Bau der Marineschule Mürwik für die Marineausbildung genutzt (vgl. Liste von deutschen Schulschiffen). In den 1930er Jahren dienten offenbar die Schiffe der Gorch-Fock-Klasse, wie beispielsweise die Horst Wessel und die Albert Leo Schlageter der Marineschulausbildung auf See. Doch offenbar unterstanden die Schulschiffe damals noch nicht direkt dem Kommando der Marineschule Mürwik. Nach dem Krieg dienten die Schiffe der Gorch-Fock-Klasse als Reparationszahlungen. Auch nach dem Krieg unterstanden die Schulschiffe noch nicht der Marineschule Mürwik. Die Schulschiffe unterstanden seit 1961 dem Kommando der Schulschiffe. Deren Schulschiffe dienten grundlegend der Ausbildung der Marineschule Mürwik. Die Graf Spee sowie die Hipper, welche 1959 in Dienst gestellt worden waren, wurden 1964 außer Dienst gestellt. Im Dienst verblieben das Segelschulschiff Gorch Fock (von 1958) und die 1963 in Dienst gestellte Deutschland. Als das Kommando der Schulschiffe 1966 aufgelöst wurde, wurden die verbliebenen Schulschiffe der Marineschule Mürwik unterstellt. Das Marineschulschiff Deutschland wurde 1990 außer Dienst gestellt.
Auslandsreisen von Schulschiffen tragen als „Botschafter in Blau“ zur Förderung der zwischenstaatlichen Beziehungen bei. Schulschiffe als Kriegsschiff unter Segeln und ohne Waffen sind Anziehungspunkt für die Bevölkerung und exklusive Plattform für offizielle Empfänge. Durch Landgang der Kadetten tritt nebst Schiff auch die Besatzung im Hafen bzw. im Stadtbild in Erscheinung, lädt zu Gesprächen ein, und repräsentiert den Staat in der Welt. Durch umfangreiche Berichterstattung in der Lokalpresse, durch Gespräche bei offiziellen Empfängen, sowie durch Begegnungen der Besatzung mit Einheimischen wird die Außenpolitik des Staates unterstützt.

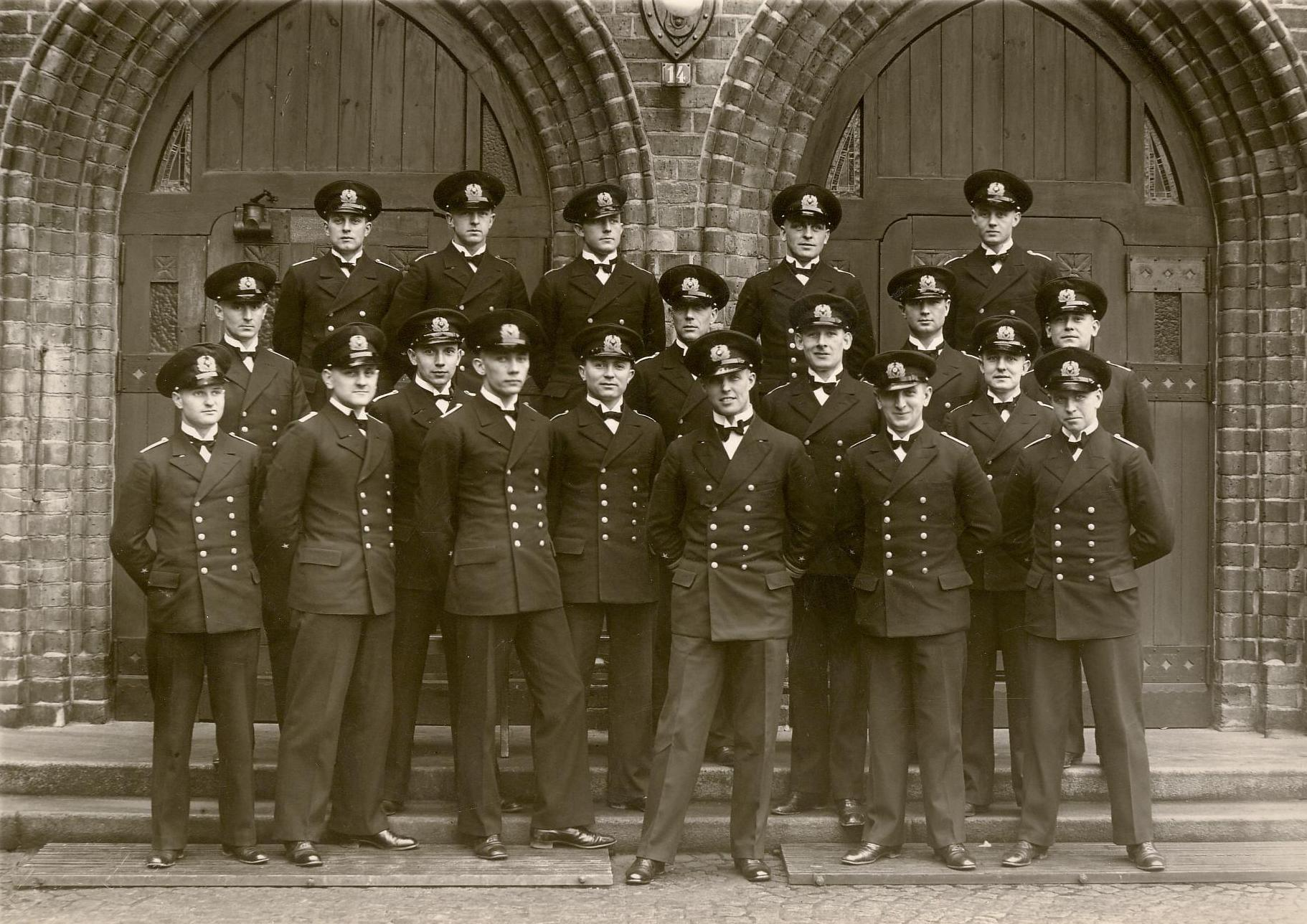
Absolventen der Reichsmarine (1929)

## Crews
Ein jeder Marineoffiziersschüler wird einer neugebildeten Crew des jeweiligen Jahrgangs zugeordnet. Die erste Crew der Marineschule Mürwik war die Crew 09, die am 1. Oktober 1910 eingezogen wurde. Die Crew I/56 wurde die erste Crew der Bundesmarine, nachdem sie die Gebäude am 7. August 1956 bezogen hatte. Einmal im Jahr, im 3. Quartal, findet die Vereidigung der Marineoffiziersanwärter statt (vgl. Vereidigung und Gelöbnis von Soldaten der Bundeswehr).

## Ausländische Lehrgangsteilnehmer an der Marineschule Mürwik
Schon in den Jahren 1916–1918 wurden an der Marineschule Mürwik auch bulgarische Seeoffiziersanwärter der damaligen Maschinenschule Seiner Majestät (Warna, Bulgarien) als Vorgänger der heutigen Marineakademie Warna ausgebildet, ein besonderer Moment in der Genesis des Bildungssystems der Marine und des Marineoffizierkorps in Bulgarien. Es ist deshalb kein Zufall, dass zwischen den beiden Weltkriegen dieses Phänomen nachhaltiges öffentliches Interesse in Bulgarien für die Marineschule Mürwik weckte, und zu Veröffentlichungen von Erinnerungen von Kadetten aus Flensburg führte, auch nach 1945. Die Marineakademie Warna ist heute Partner der Marineschule Mürwik im Zuge der Zusammenarbeit zwischen Marineakademien aus NATO-Staaten.

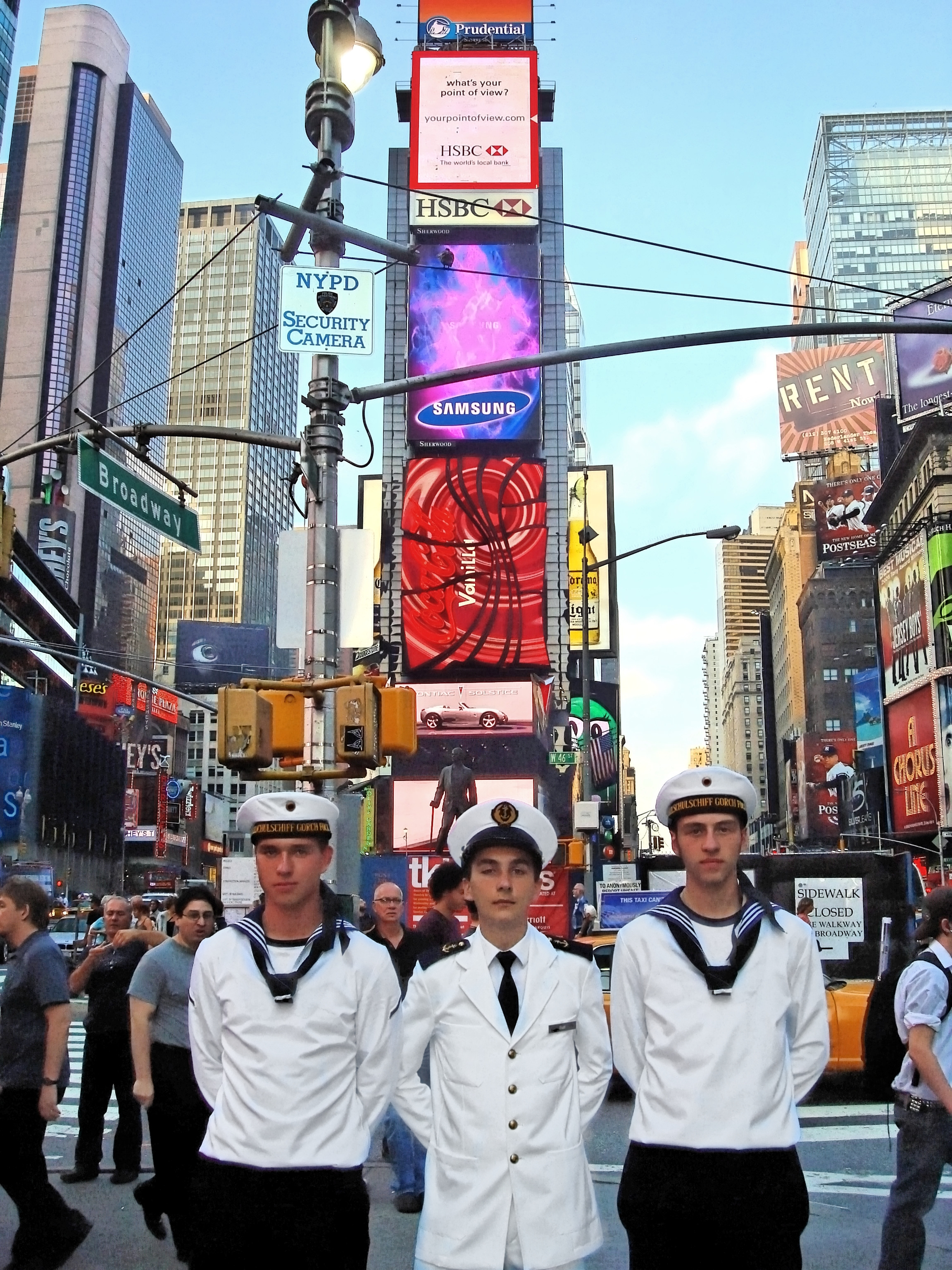
Zwei deutsche und ein französischer Lehrgangsteilnehmer der Marineschule, die mit dem Schulschiff im Jahr 2007 New York besuchten.

Auch heutzutage nehmen ausländische Marineangehörige an den Lehrgängen in Mürwik teil. Die ausländischen Lehrgangsteilnehmer werden heute offensichtlich den Crews des jeweiligen Jahrgangs zugerechnet.

## Jährliche öffentliche Veranstaltungen
Ein Tag der offenen Tür findet gewöhnlich mehrmals im Jahr statt. Die Marineschule beteiligt sich am Tag des offenen Denkmals. Einmal im Jahr tagt der Flensburger Stadtrat in der Aula der Schule. Kostenlose Karten müssen vorbestellt werden.
Für Kammermusikkonzerte in der Aula der Schule müssen Karten im Vorverkauf erworben werden.